# دان دا دان: اولین برخورد
دان دا دان: اولین برخورد (به انگلیسی: Dan Da Dan: First Encounter) یک فیلم پویانمایی در ژانر علمی تخیلی اکشن و ترسناک محصول سال ۲۰۲۴ کشور ژاپن است، که متشکل از سه قسمت اول مجموعهٔ تلویزیونی انیمه اقتباسی از سری مانگای دان‌دادان اثر یوکی‌نوبو تاتسو می‌باشد. این فیلم تلفیقی به کارگردانی فوگا یاماشیرو و نویسندگی هیروشی سکو است.
دان دا دان: اولین برخورد در تاریخ ۳۱ اوت ۲۰۲۴ در آسیا، ۷ سپتامبر در اروپا، و ۱۳ سپتامبر در آمریکای شمالی به نمایش در آمد. ماینیچی برودکاستینگ سیستم اعلام کرد که این نمایش جهانی با مشارکت استودیو توزیع کننده جی‌کیدز در آمریکای شمالی و میوز کامیونیکیشن در جنوب شرق آسیا توزیع خواهد شد. فیلم به‌طور کلی با واکنش‌های مثبتی از سوی منتقدان همراه بود، و ۱ میلیون دلار در سراسر جهان فروش کرد.

## صداپیشگان
| شخصیت                                    | ژاپنی          | انگلیسی     |
| ---------------------------------------- | -------------- | ----------- |
| مومو آیاسه (綾瀬 桃 Ayase Momo)          | شیون واکایاما  | ابی تروت    |
| کن تاکاکورا (高倉 健 Takakura Ken)       | ناتسوکی هانائه | ای.جی. بکلز |
| سئیکو آیاسه (綾瀬 星子 Ayase Seiko)      | نانا میزوکی    | کاری والگرن |
| آیرا شیراتوری (白鳥 愛羅 Shiratori Aira) | آیانه ساکورا   | لیسا ریمولد |
| جین انجوجی (円城寺 仁 Enjoji Jin)        | کایتو ایشیکاوا | الکس لی     |